# Endermoterapia
Endermoterapia ou endermologia é um tratamento estético utilizada para eliminar a celulite e gordura localizada, especialmente na barriga, pernas e braços.